# Vampire Knight
 (јап. ヴァンパイア騎士) jeste šodžo manga koju je napisala i ilustrovala Macuri Hino. Serijal se objavljivao od 2004. do 2013. godine u Hakusenšinoj reviji LaLa. Manga je 2008. godine adaptirana u anime. 

## Radnja
Jukino najranije sećanje je događaj kada ju je jedne zimske noći ujedno napao jedan vampir, a spasao drugi, Kaname. Deset godina kasnije, ona je usvojena ćerka direktora Kros Akademije, koji je postao zaštitnik vampirske rase i želja mu je da jednog dana napravi svet u kome će ljudi i vampiri moći da žive zajedno. On štiti njenu simpatiju iz detinjstva, Kanamea koji kao vođa vampirske grupe pohađa Noćni razred Kros Akademije zajedno sa ostalima u grupi. Uz nju je takođe i Zero Kirju, njen prijatelj, kome je pre 4 godine jedan vampir oduzeo sve što je imao, zbog čega se zakleo da će ih večno mrzeti. Juki pokušava da se seti svoje prošlosti, iako to sa sobom nosi rizik da će je istina povrediti više nego neznanje o istoj.

## Likovi
Juki Kros (黒主 優姫 )
Juki Kros je glavni ženski lik ovog serijala. Na početku priče predstavljena je kao čovek. Ona nema sećanja pre svoje 5 godine, to jest od događaja pre deset godina kada ju je napao krvožedni vampir. Zaljubljena je u Kanamea Kurana koji ju je te noći spasao. Pohađa Kros Akademiju kao direktorova usvojena ćerka sa svojim prijateljem Kirjem Zerom. U kasnijim poglavljima/epizodama Juki počinje da se priseća svoje prošlosti i dobija halucinacije i sećanja svog prošlog života. Zbog njenih prečestih halucinacijama i gubljenju svesti, Kaname, kao Čistokrvni, je prinuđen da je probudi. Juki je u stvari čistokrvna princeza i tajna ćerka Haruke i Juri Kuran. Ona i njen brat Kaname, koji joj je takođe i verenik su sada jedini živi vampiri Kuran klana.
Zero Kirju (錐生 零 )
Zero je jedan od glavnih likova serijala. On je jedini Lovac na vampire koji je ujedno i sam vampir. Kao lovac na vampire uvek sa sobom nosi Bloody Rose, anti-vampirski pištolj kao svoje oružje. On i Juki su jedini čuvari akademije koji znaju tajnu Noćnog razreda. On živi kao usvojeni sin Kajena Krosa, direktora akademije. Pre toga je živeo u lovačkoj porodici, ali njegove roditelje i brata bizanca je ubila čistokrvna princeza, Šizuka Hio, a njega je pretvorila u vampira klase Nivo E. On od tada gaji prezir prema celoj vampirskoj rasi i pokušava da Juki zaštiti svim snagama. On je zaljubljen u Juki.
Kaname Kuran (玖蘭 枢 )
Kaname je takođe jedan od glavnih likova. On je čistokrvni vampir i predsednik Noćnog odeljenja Kros Akademije. On je taj koji je spasio Juki od vampira pre deset godina. Kada se Juki probudila kao vampir rečeno je da je Kaname njen verenik. Kasnije je otkriveno da je Kaname prvi predak Kuran familije kao i jedan od prvih vampira uopšte i da ima preko deset hiljada godina.

## Franšiza

### Manga
Mangu Vampire Knight napisala je i ilustrovala Macuri Hino. Objavljivala se od 24. novembra 2004. do 24. maja 2013. godine u Hakusenšinoj reviji  LaLa. Poglavlja su sakupljena u 19 tankobonova; prvi je izašao 10. jula 2005., a poslednji 5. novembra 2013. godine.
Nastavak mange, pod nazivom Vampire Knight: Memories, takođe je napisala Hino. Isprva, u periodu od 8. novembra 2013. do 10. februara 2016. godine, objavljena su četiri specijalna poglavlja u LaLa DX−u. Ta poglavlja su 10. juna 2016. godine objedinjena i objavljena kao prvi tom nastavka. Serijal se od 10. juna iste godine zvanično objavljuje kao Vampire Knight: Memories.

### Anime
Manga je 2008. godine adaptirana u anime od ukupno 26 epizoda podeljene na dve sezone: Vampire Knight i Vampire Knight Guilty. Seriju je animirao studio Deen. Prva sezona emitovala se od 8. aprila do 30. juna 2008. godine, a druga od 6. oktobra do 30. decembra iste godine. Uvodne špice za obe sezone je radio duo On/Off, dok je odjavne otpevala Kanon Vakešima.

### Lajt romani
Manga je proizvela tri lajt romana na kojima su radile Hino i Ajuna Fudžisaki. Prvi roman,  (ヴァンパイア騎士 憂氷の罪), objavljen je 5. aprila 2008. godine. Drugi, Vampire Knight: Noir's Trap (ヴァンパイア騎士 凝黒の罠), objavljen je 3. oktobra iste godine. Treći roman,  (ヴァンパイア騎士ト 煌銀の夢), objavljen je 2013. godine. Prva dva romana su delom prednastavci, s tim da ne prate samo likove iz mange.

### Ostalo
Serijal je proizveo dve CD drame. Prva, LaLa Kirameki, prodavana je kao dodatak 2005. izdanju časopisa LaLa. Drugu dramu, Vampire Knight Midnight CD-Pack, bilo je moguće poručiti. Vodič za likove, pod nazivom Vampire Knight Fanbook: Cross, objavljen je novembra 2008. godine. Vodič takođe sadrži originalne skice. Kompanija D3 Publishing je 2009. godine objavio video igricu Vampire Knight DS. Igrica je tip dejting simulatora. Jula 2010. objavljen je artbuk sa dve nove i 100 prethodno objavljenih ilustracija koje je Hino radila za mangu. Priča je takođe adaptirana u mjuzikl japanske produkcije. Prvo se održavao od 21. do 25. januara, pa od 1. do 5. jula 2015. godine.